# Ectropis despicata
Ectropis despicata är en fjärilsart som beskrevs av Walker 1892. Ectropis despicata ingår i släktet Ectropis och familjen mätare. Inga underarter finns listade i Catalogue of Life.